# سلبوغية
السلبوغية (الاسم العلمي: Solpugidae) هي فصيلة من العنكبوتيات تتبع رتبة العناكب الجملية من طائفة العنكبوتيات.

## أسر
- السلبوغاوات
- الفراندياوات

## أجناس
- السلبوغة
- الفراندية